# Haageocereus australis
Haageocereus australis ist eine Pflanzenart in der Gattung Haageocereus aus der Familie der Kakteengewächse (Cactaceae). Das Artepitheton australis stammt aus dem Lateinischen, bedeutet ‚südlich‘ und verweist auf die Verbreitung der Art im Süden Perus.

## Beschreibung
Haageocereus australis wächst niederliegend mit dunkelgrünen bis graugrünen Trieben, die bei Durchmessern von 2 bis 6 Zentimeter eine Länge von bis zu 1 Meter erreichen. Es sind zwölf bis 22 niedrige Rippen vorhanden. Die ein bis zwei Mitteldornen sind an ihrer Basis verdickt. Sie sind dunkler als die Randdornen und bis zu 4,5 Zentimeter lang. Die 15 bis 30 nadeligen bis borstenartigen Randdornen besitzen eine Länge von bis zu 8 Millimeter.
Die weißen, duftenden Blüten erreichen Durchmesser von 3,5 Zentimeter und eine Länge von 7 bis 10 Zentimeter. Die kugelförmigen, anfangs rosafarbenen Früchte werden später rot. Sie weisen einen Durchmesser von bis zu 4 Zentimeter auf.

## Verbreitung und Systematik
Haageocereus australis ist in Peru in den Regionen Arequipa und Moquegua sowie in Chile in der Region Tarapacá in Küstennähe verbreitet.
Die Erstbeschreibung erfolgte 1936 durch Curt Backeberg. Ein nomenklatorisches Synonym ist Binghamia australis (Backeb.) Werderm. (1937, unkorrekter Name ICBN-Artikel 11.4).

## Nachweise